# Isles of Shoals
Die Isles of Shoals sind eine Inselgruppe im Golf von Maine vor der Küste Neuenglands. Sie gehören politisch teils zu Kittery in Maine, teils zu Rye in New Hampshire, wurden im 17. Jahrhundert erstmals erwähnt und zunächst zeitweilig von Fischern besiedelt. Ab dem späten 19. Jahrhundert waren sie ein Ziel für Sommerfrischler und Künstler. Beide Teile der Inselgruppe sind separat im National Register of Historic Places der Vereinigten Staaten gelistet. Alle Inseln befinden sich in Privatbesitz und sind nur zum Teil öffentlich zugänglich.

## Geographie

### Lage
Die Inseln liegen südlich von Kittery, südöstlich der Mündung des Piscataqua River, der das seewärtige Ende der Grenze zwischen New Hampshire und Maine bildet, und nördlich von Cape Ann in Massachusetts. Fünf der Inseln gehören zu Maine (Appledore Island, Smuttynose, Duck, Cedar, Malaga), vier zu New Hampshire (Star Island, Lunging, Seavey, White Island). Vier dieser Inseln, Malaga, Smuttynose, Cedar, und Star Island, sind durch Dämme miteinander verbunden, die zwischen 1821, als der erste Damm zwischen Malaga und Smuttynose auf private Rechnung gebaut wurde, und 1913, als das US Army Corps of Engineers den Damm zwischen Cedar und Star Island baute, errichtet wurden. Die entstandene, etwa 0,13 km² (32 acre) große geschützte Reede ist als Gosport Harbor bekannt.

### Geologie
Bei den Isles of Shoals handelt es sich um die Überreste eines vor etwa 300–400 Millionen Jahren entstandenen Berges. Granit und Pegmatit machen den größten Teil der Inseln aus, Diorit tritt im Appledore–Pluton zutage. Ältere, metamorphische Gesteine sind weitgehend erodiert. Der Fels ist von jüngeren, vulkanischen Schloten durchzogen und glazial überformt, teils rundgeschliffen und von Gletscherschrammen gezeichnet. Nach der letzten Eiszeit waren das Land noch Teil des Festlandes. Zu Inseln wurden die Erhebungen vor etwa 7000 Jahren infolge des Anstieges des Meeresspiegels, der schneller verlief als die postglaziale Landhebung in diesem Bereich.

## Biologie

### Flora
Die dünne Bodenschicht bringt nur eine niedrige Kraut- und Buschbedeckung hervor, Gehölzpflanzen sind rar und nieder. Eine Veröffentlichung von 1968 führt über 250 verschiedene Pflanzenarten auf, 1973 wurden 139 Algenarten bestimmt. Nach dem Jahr 2000 gab es auf den Inseln noch etwa 200 Arten von Gefäßpflanzen, davon waren 42 % Neophyten. Die Besiedlungsgeschichte hatte möglicherweise einen erheblichen Einfluss auf die Artenzusammensetzung, sowohl durch Beanspruchung des kargen Bodens wie durch Einfuhr von fremden Arten.

### Fauna
1973 zählte das Shoals Marine Laboratory der Cornell-Universität 256 Arten von Wirbellosen, 49 Fischarten und 145 Arten von Vögeln, darunter verschiedene Arten von Möwen sowie Nachtreiher, Schmuckreiher, Gryllteisten und Sichler. Auch diese Zahl nahm bis ins 21. Jahrhundert ab. Andererseits kam es zur Wiederansiedlung von Arten, unter anderem Mantelmöwen und der Amerikanischen Silbermöwe, deren Vorkommen zwischenzeitlich stark abgenommen hatten und die von 2009 bis 2016 wieder mit etwa 500 beziehungsweise 700 Brutpaaren vertreten waren. Die am häufigsten vorkommenden Singvögel sind Katzendrossel, Weiden-Gelbkehlchen und Singammer. White und Seavey Island sind Standort eines Wiederansiedlungs- und Überwachungsprogrammes der gefährdeten Seeschwalbenarten Sterna hirundo und Sterna dougalli und der einzige Brutplatz beider Arten in New Hampshire. Zwei Schlangenarten sowie Rotrücken-Waldsalamander und Zierschildkröten sind Neozooen des 20., Bisamratten gelegentlich und Wanderratten selten beobachtete Einwanderer früherer Jahrhunderte. Im Meer leben Seehunde und Kegelrobben. 2016 wurden bis zu 800 Exemplare beobachtet, davon 600 Seehunde, die fast ausschließlich auf Duck Island an Land kommen und selten dort Junge bekommen. Die häufigsten Fischarten um die Inseln sind Köhler, die sogenannte Winterflunder, Pseudopleuronectes americanus, Atlantischer Butterfisch, Seeskorpione, Schellfisch, Dornhaie sowie Arten der Lippfische und der Stachelköpfe. Dorsch kommt vor und hat Laichgründe in den umliegenden Gewässern und in der Bucht von Ipswich, der Rote Thun tritt nur im Sommer auf.

## National Register of Historic Places
Die Inselgruppe ist zweimal im National Register of Historic Places gelistet: Der Teil der Inselgruppe in Maine unter der ID-Nr. 74000325, der Teil in New Hampshire unter ID-Nr. 80000419.

## Geschichte

### Name
Das Wort „Shoals“ kann sich sowohl auf Sand- oder Felsenbänke beziehen wie auf Schulen (englisch „shoals“) von Fischen. Beide Möglichkeiten werden als Namensherkunft für die Isles of Shoals herangezogen, entweder nach den Riffen, welche sie umgaben, oder nach dem Fischreichtum, der die sie umgebenden Gewässer auszeichnete.

### Ureinwohner
Vor der Ansiedlung der ersten Europäer wurde die Inselgruppe nicht ständig bewohnt. Funde von steinernen Pfeil- und Speerspitzen wurden auf mehreren Inseln gemacht. Bei Ausgrabungen auf Smuttynose Island wurden neben Steinwerkzeugen und Abschlägen auch Tonscherben ausgegraben. Die Funde deuten an, das auf den Inseln gejagt wurde sowie Lebensmittel zubereitet, aber auch gelagert wurden. Speerspitzen von Smuttynose wurden auf ein Alter von etwa 6000 Jahren bestimmt.

### Entdeckung und Besiedlung
Pierre Dugua de Mons sichtete die Inseln bei seiner Expedition im Jahr 1605, der mitreisende Samuel de Champlain machte jedoch keinen Eintrag davon in seinen Karten. Der Erste, der Vermessungsarbeiten unternahm und die Inselgruppe mit einem Namen in einer Karte verzeichnete, war im Jahr 1616 der Engländer John Smith, der sie nach sich selbst Smyths Islands nannte. In seinem Bericht wird keine Landung erwähnt. Spätere Bewohner schreiben ihm die Errichtung eines Cairns zu. Die erste schriftlich erwähnte Landung war die des englischen Seefahrers Charles Levett im Jahr 1623, der mit sechs Schiffen zum Fischfang kam und die Inseln ein karges Lager fand, ohne Bäume und mit nicht genug Erde, um einen Garten anzulegen. Infolge des Fischreichtums entwickelten sich die Inseln zu einem Fischereizentrum und Umschlagsplatz für Fisch und Pelze. Einer Geschichte der Town of Rye zufolge war der daraus erzielbare Reichtum so immens, das John Mason und Ferdinando Gorges, als sie 1635 ihren Landbesitz in Neu England aufteilten, nicht gewillt waren, die Inseln dem jeweils anderen ganz zu überlassen und sie unter sich aufteilten beziehungsweise zu Maine und New Hampshire hinzuschlugen. Die Besiedlung fand zunächst vorwiegend im nördlichen Teil der Gruppe, auf Appledore und Smuttynose statt. Die erste Kirche wurde 1640 auf Hog Island gebaut. Die Insulaner waren episkopalistisch, im Gegensatz zu den Puritanern in Massachusetts. 1652 kamen die Inseln unter die Verwaltung der Massachusetts Bay Colony. Die Insulaner blieben bei ihrem Glauben, man erklärte sich für unabhängig. Dennoch wurde 1661 nach mehreren Anläufen per Erlass aus Maine die Township of Apledoore (sic) gegründet, die alle Inseln umfasste und deren Einwohner damit das Recht erhielten, ihre Gemeindeangelegenheiten gemeinsam und unabhängig zu regeln. In County- und Provinzialangelegenheiten blieben die Inseln jedoch geteilt, bis 1672 die Provinzialregierung auf Antrag alle Inseln dem County angliederte, zu dem Star Island gehörte, was als County von Dover und Portsmouth bezeichnet wurde und zu New Hampshire gehörte. Die Loslösung New Hampshires von Massachusetts im Jahr 1679 erwähnte in den entsprechenden Urkunden die Isles of Shoals nicht, die Bestallungen folgender Gouverneure erwähnten sie jedoch implizit oder verbatim, so dass die Inseln politisch wieder geteilt waren. Die Township Appledore wurde aufgelöst.
Um 1680 kam es zu einer inneren Wanderungsbewegung, als der größte Teil der Bevölkerung Appledore, Smuttynose und die anderen, zu Maine gehörigen Inseln verließen und sich auf Star Island ansiedelten. Als Gründe dafür wurde ein möglicherer, besserer Schutz vor Indianerangriffen vermutet, aber auch bezweifelt, an anderer Stelle die höhere Steuerlast in Maine als Ursache postuliert. Der Siedlungsschwerpunkt verlagerte sich nach New Hampshire, was einerseits dazu führte, dass die in Maine verbliebenen Bewohner so arm waren, dass sie um Steuerbefreiung nachsuchten, während in New Hampshire die Regierung die Town of Gosport auf Star Island schuf. Ebenso verfiel die Kirche auf Hog Island. Eine neue wurde 1700 auf Star Island gebaut, deren Nachfolgebau von 1800 nach mehr als 200 Jahren noch erhalten war. Die Kirche von 1700 verfiel nach dem Sezessionskrieg und wurde 1790 in Brand gesteckt.
Beim Ausbruch des Kolonialkrieges zwischen Großbritannien und Frankreich wurde 1745 ein Fort, bestückt mit neun 4-Pfündern, am westlichen Ende von Star Island gebaut. Bei Ausbruch des Amerikanischen Unabhängigkeitskriegs wurde es abgebrochen und die Bestückung nach Portsmouth gebracht. Ebenso wurde die Bevölkerung umgesiedelt. Beides geschah, um eine Unterstützung der Briten zu unterbinden. Auf den Inseln waren 1775 noch 44 Einwohner verblieben. Von den übrigen nahmen manche ihre Häuser mit und verbrachten sie an die Küste von Ipswich in Massachusetts bis York in Maine.

### Ab 1800
Vor der amerikanischen Revolution lebten etwa 600 Einwohner auf den Inseln. 1800 gab es wieder 112 Einwohner, doch die Fischerei erlangte nicht mehr ihre alte Bedeutung und Profitabilität. 1839 kam Thomas Laighton als Wärter des dortigen Leuchtturms nach White Island. 1847 baute er auf Appledore Island ein gleichnamiges Hotel. Nach seinem Tod übernahmen seine Söhne den Betrieb und erwarben später das 1873 erbaute Oceanic House auf Star Island. Ihre Schwester Celia Laighton Thaxter fungierte im Appledore House als Hausdame und Salóniere, in dem jedoch schon zuvor Gäste wie Nathaniel Hawthorne oder der spätere Präsident Franklin Pierce abstiegen, beide im Jahr 1852. Celia Thaxter wurde eine der bekanntesten Autorin ihrer Zeit und ihres Landes. Dies und die Kontakte Thaxters nach Boston zogen ein entsprechendes Publikum und in der Folge auch andere angesehene Literaten und Künstler an. Zu den bekanntesten gehören Harriet Beecher Stowe und John Greenleaf Whittier sowie die Maler Childe Hassam sowie William Morris Hunt, der auf Appledore starb.
Am 20. Juli 1876 wurde die Town of Gosport aufgelöst, und der zu New Hampshire gehörende Teil der Isles of Shoals kam unter die Verwaltung von Rye.
Die Hotels gerieten gegen Ende des 19. Jahrhunderts in geschäftliche Schwierigkeiten. Ein Geistlicher der Unitarier, der seine Sommerschule aus dem Landesinneren nach Appledore verlegt hatte, kaufte 1897 das Oceanic House. Das Appledore House wurde kurz nach der Jahrhundertwende von einem Syndikat übernommen, das die Insel parzellierte und mehrere Grundstücke verkaufte. Das Hotel brannte 1914 ab, und bis 1930 wurde der größte Teil der Insel von der Star Island Corporation aufgekauft, der bereits die gleichnamige Insel gehörte. 1928 wurde das Marinezoologische Labor der Universität von New Hampshire auf Appledore begründet, an dem bis zum Zweiten Weltkrieg Sommerkurse organisiert wurden. Nach dem Krieg wurde 1973 durch Dozenten der Cornell University ein Sommerkurs in Marinebiologie organisiert. Daraus ging das Shoals Marine Laboratory der Cornell University hervor, das in Zusammenarbeit mit der Universität von New Hampshire betrieben wird. 1974 wurde der zu Maine gehörige, 1980 auch der zu New Hampshire gehörige Teil der Inseln im National Register of Historic Places gelistet.